# El Vilar
El Vilar è un villaggio di Andorra, situato nella parte centrale della parrocchia di Canillo con 11 abitanti (dato 2010).